# Millime

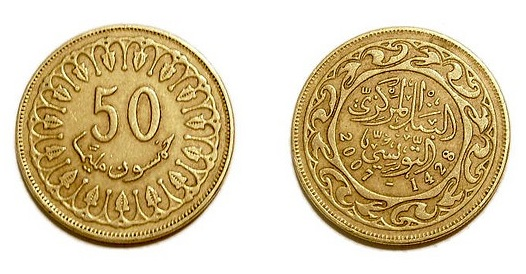
Pièce tunisienne de 50 millimes, valeur divisionnaire équivalente à 1/20e de dinar, utilisée couramment dans les échanges locaux.

« Millime »  est un terme qui désigne la millième fraction de certaines monnaies. Il est employé notamment pour les subdivisions du dinar tunisien. Il se nomme dirham (درهم) en Libye, et fils (فلس) au Koweït, en Irak, au Bahreïn et en Jordanie. Il était également employé pour désigner les subdivisions de la livre égyptienne. 
Le terme est issu du système décimal, mis en place par la Convention nationale (loi du 18 germinal an III), de même que le décime désignant la dixième fraction de la monnaie et le centime qui en désigne la centième fraction. Il vise à remplacer les subdivisions non décimales des anciennes monnaies. On le retrouve dans d'autres langues sous le nom de millimo (Espagne) ou mil (États-Unis). 
Par ailleurs, en France, notamment pour les pompistes et les opérateurs télécoms qui souhaitent garder la même finesse qu'avec le centime de franc, une division non officielle de l'euro par mille est apparue. Les francophones peuvent recommencer à utiliser le terme millime, attesté par le Littré, pour qualifier cette division par mille.
Le millime (mil) était la monnaie divisionnaire de la livre de Palestine (1926-1950).